# Meerndijk
De Meerndijk is een middeleeuwse dijk in de Nederlandse provincie Utrecht, die de stroomrug van de verdwenen rivier de Rijn ten westen van de stad Utrecht en de noordelijke oeverwal van de Hollandse IJssel met elkaar verbindt.
De Meerndijk loopt niet langs een rivier of andere watergang, maar dwars door het polderland. De Meerndijk is omstreeks het jaar 1200 aangelegd als een dwarsdijk in een laag gelegen gebied. Hij diende om de laaggelegen polders bij Woerden te beschermen tegen water uit het hoger gelegen Utrechtse rivierengebied. Ook het woord slaperdijk is op deze dijk van toepassing. In eerste instantie moesten de rivierdijken overstromingen voorkomen. Vond er desondanks een dijkdoorbraak plaats bij de Lek of Hollandse IJssel, dan hield in tweede instantie de Meerndijk het water tegen.
De Meerndijk heeft zijn oorspronkelijke functie verloren, maar is nog geheel aanwezig. Deze dijk loopt van noordoost naar zuidwest over een lengte van 3,5 km. Over deze dijk loopt het eerste gedeelte van de provinciale weg N228 van De Meern naar Gouda. De Meerndijk begint bij de Meernbrug over de Leidse Rijn in het dorp De Meern en eindigt bij de boerderij Meernhoeve in de gemeente IJsselstein. Daar buigt de N228 naar rechts en vervolgt zijn route over de noordelijke dijk van de Hollandse IJssel door de buurtschap Achthoven-Oost in de gemeente Montfoort.